# 遠藤吉三郎
遠藤 吉三郎（えんどう きちさぶろう、1874年8月30日 - 1921年3月14日）は、日本の生物海洋学者。日本の海藻研究の大家。

## 略年譜
- 1874年8月：実業家遠藤吉平の三男として、新潟県北蒲原郡中条町（現在の胎内市）に生まれる[2]。
- 1877年：北海道函館市に移住。
- 1891年：北海道函館商業学校（現在の北海道函館商業高等学校）卒業、北海道炭礦鉄道に入社。
- 1896年：第二高等学校予科に入学。
- 1898年：東京帝国大学理科大学に入学。
- 1900年：結婚。
- 1901年：東京帝国大学大学院に入学、松村任三の指導を受ける。
- 1902年：米国産サンゴモの新種を発表。
- 1903年：「磯焼け」を報告。
- 1907年：札幌農学校水産学科の初代教授に就任。
- 1911年：噴火湾の赤潮を報告。欧州留学。
- 1918年：北海道帝国大学水産専門部（現在の北海道大学水産学部）教授に就任。
- 1921年：肺結核のため転地療養中の仙台市で死去[3]。

## 海藻寫眞帖
遠藤が1911年から1914年にイギリス、ドイツ、ノルウェーへ留学した際の写真により、1928年に水産講習所（現在の東京海洋大学）によって『海藻寫眞帖』が作成された。
2014年、和歌山県白浜町の京都大学瀬戸臨海実験所（京大白浜水族館）で『海藻寫眞帖』の原版となる遠藤が撮影した藻類の写真のガラス乾板約170枚が発見された。

## スキーの普及
欧州留学時に、2本杖を使うノルウェー式スキー術を習得。1916年に帰国した際に、生徒にスキー術を伝えたことから、札幌では2本杖のノルウェー式が一般的となった。後に1923年に開催された第一回全日本スキー選手権大会では、レルヒが新潟に伝えていた1本杖スキーを圧倒。札幌のみならず日本の主流となった。木原均とともに「最新スキー術」という著書を出した。

## 磯焼け
岡村金太郎とともに日本の海藻学の先駆けとなる研究者であり、伊豆半島の海藻研究から、現地で用いられていた「磯焼け」という用語を用いて定着させた。